# رينيه أورتوبي
رينيه أورتوبي بيتانكور (بالإسبانية: René Ortubé)‏ (مواليد 26 ديسمبر 1963) حكم كرة قدم بوليفي أشهر مبارياته مراقبة مباراة السويد و نيجيريا في بطولة كأس العالم 2002 . يعتبر من أفضل حكام بوليفيا في تاريخها . بعد اعتزاله التحكيم فإنه أصبح مديرا في مؤسسة رياضية في العاصمة البوليفية لاباز .

## وصلات خارجية
- رينيه أورتوبي على موقع Soccerway.com (الإنجليزية)